# Teucholabis (Teucholabis) amapana
Teucholabis (Teucholabis) amapana is een tweevleugelige uit de familie steltmuggen (Limoniidae). De soort komt voor in het Neotropisch gebied.